# Chilorhinophis
Chilorhinophis – rodzaj węży z podrodziny aparalakt (Aparallactinae) w rodzinie gleboryjcowatych (Atractaspididae).

## Zasięg występowania
Rodzaj obejmuje gatunki występujące w Sudanie Południowym, Demokratycznej Republice Konga, Tanzanii, Zambii, Mozambiku i Zimbabwe.

## Systematyka

### Etymologia
- Chilorhinophis: gr. χειλος kheilos, χειλεος kheileos „warga, usta”[6]; ῥις rhis, ῥινος rhinos „nos, pysk”[7]; οφις ophis, οφεως opheōs „wąż”[8].
- Parkerophis: Hampton Wildman Parker (1897–1968), angielski zoolog i herpetolog; οφις ophis, οφεως opheōs „wąż”[8][3]. Gatunek typowy: Apostolepis gerardi Boulenger, 1913.

### Podział systematyczny
Do rodzaju należą następujące gatunki: 
- Chilorhinophis butleri Werner, 1907
- Chilorhinophis gerardi (Boulenger, 1913)